# إمري نزيونفيرا
إمري نزيونفيرا (مواليد 19 مارس 1984) هو سبّاح بوروندي، مثّل بلاده في الألعاب الأولمبية الصيفية 2004.

## روابط خارجية
إمري نزيونفيرا على موقع الاتحاد الدولي للسباحة (الإنجليزية)
- إمري نزيونفيرا على موقع أوليمبيديا (الإنجليزية)